# Małachowski-Palais (Warschau)

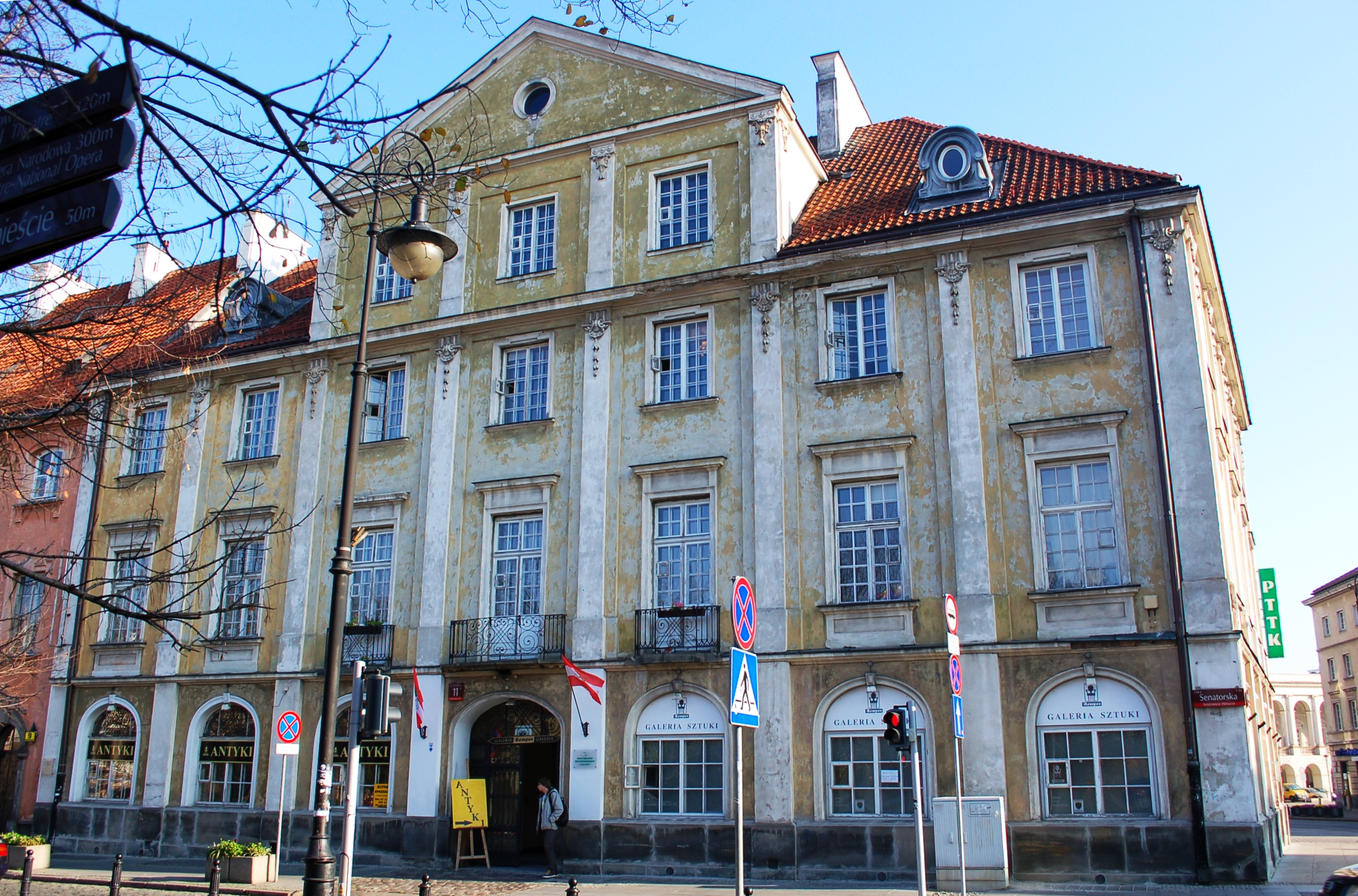
Frontfassade des Palastes an der Ulica Senatorska

Das Malachowski-Palais (auch Loupia-Palais genannt) ist ein Barockgebäude aus dem 18. Jahrhundert in der Warschauer Innenstadt. Der kleine Palast liegt an der Ecke Ulica Senatorska (Hausnummer 11) und Ulica Miodowa. Die Krakowskie Przedmieście ist 30 Meter und das Warschauer Königsschloss etwa 140 Meter entfernt. Auf der gegenüberliegenden Seite der Senatorska befindet sich der Branicki-Palast, gegenüber der Miodowa der ehemalige Palast des polnischen Primas.

## Geschichte
Im Jahr 1731 erwarb der Warschauer Bürgermeister Józef Benedykt Loupia von der Familie Grzybowski ein Grundstück, das von der Krakowskie Przedmieście bis zur Senatorska reichte. Hier errichtete er auf dem der Senatorska zugerichteten Teil des Grundstückes ein Palais im spätbarocken Stil. An der Krakowskie Przedmieście befand sich ein prachtvolles barockes Tor, das den Zugang zum Ehrenhof des Palais ermöglichte. 1750 kaufte der Krongroßkanzler Jan Małachowski die Besitzung und ließ den Palast erweitern und verzieren – vermutlich nach einem Projekt von Giacomo Fontana. Der Sohn des Kanzlers, Mikołaj Małachowski verkaufte den Besitz 1874 an die Firma „Roesler & Hurtig“.
Die neuen Eigentümer ließen von Simon Gottlieb Zug 1785 auf dem der Krakowskie Przedmieście zugewandten Teil des Grundstückes ein dreistöckiges Mietshaus im klassizistischen Stil errichten; dieses Gebäude beherbergte in seinem Erdgeschoss eines der ersten Kaufhäuser der Stadt. Nachdem die ursprünglichen Seitenflügel des Palais abgetragen worden waren, wurde der Zwischenraum zwischen dem Corps de Logis und dem Handelshaus durch die Errichtung von zwei zweigeschossigen Nebengebäuden geschlossen (die nur einen kleinen Innenhof freiließen), sodass der gesamte Komplex miteinander verbunden war.
Im 19. Jahrhundert wechselte die Gebäudegruppe mehrfach den Besitzer. Nachdem mit der Verlängerung der Miodowa zur Krakowskie Przedmieście ein Straßendurchbruch entstand, erhielten Palais und Mietshaus im Jahr 1888 im Süden Seitenfassaden. Zu Beginn des Zweiten Weltkriegs brannten beide Objekte bei Bombenangriffen nieder. Das Palais wurde 1947 und 1948 unter der Leitung von Zygmunt Stępiński wiederaufgebaut. Stępiński richtete sich bei seinem Entwurf nach der ursprünglich spätbarocken Ausgestaltung, spätere Anbauten, Dachaufsätze und Verzierungen übernahm er nicht. Etwas später wurde auch das an der Krakowskie Przedmieście gelegene Mietshaus wiederaufgebaut. Der vormals an der Miodowa verlaufende Verbindungsbau wurde nicht wieder errichtet, heute befindet sich hier ein Parkplatz; der nördliche Verbindungsbau wurde wieder erstellt.
Die Rückseite des Palais wurde mit einem an das Rokoko anmutenden Mittelrisalit mit Attika und krönender, freistehender Kartusche des Bildhauers Aleksander Żurawski gestaltet.
Derzeit befindet sich im Palais der Sitz des Vorstandes der 1950 gegründeten PTTK (Gesellschaft für Touristik und Landeskunde, polnisch: Polskie Towarzystwo Turystyczno-Krajoznawcze).

## Ansichten vom Herbst 2011

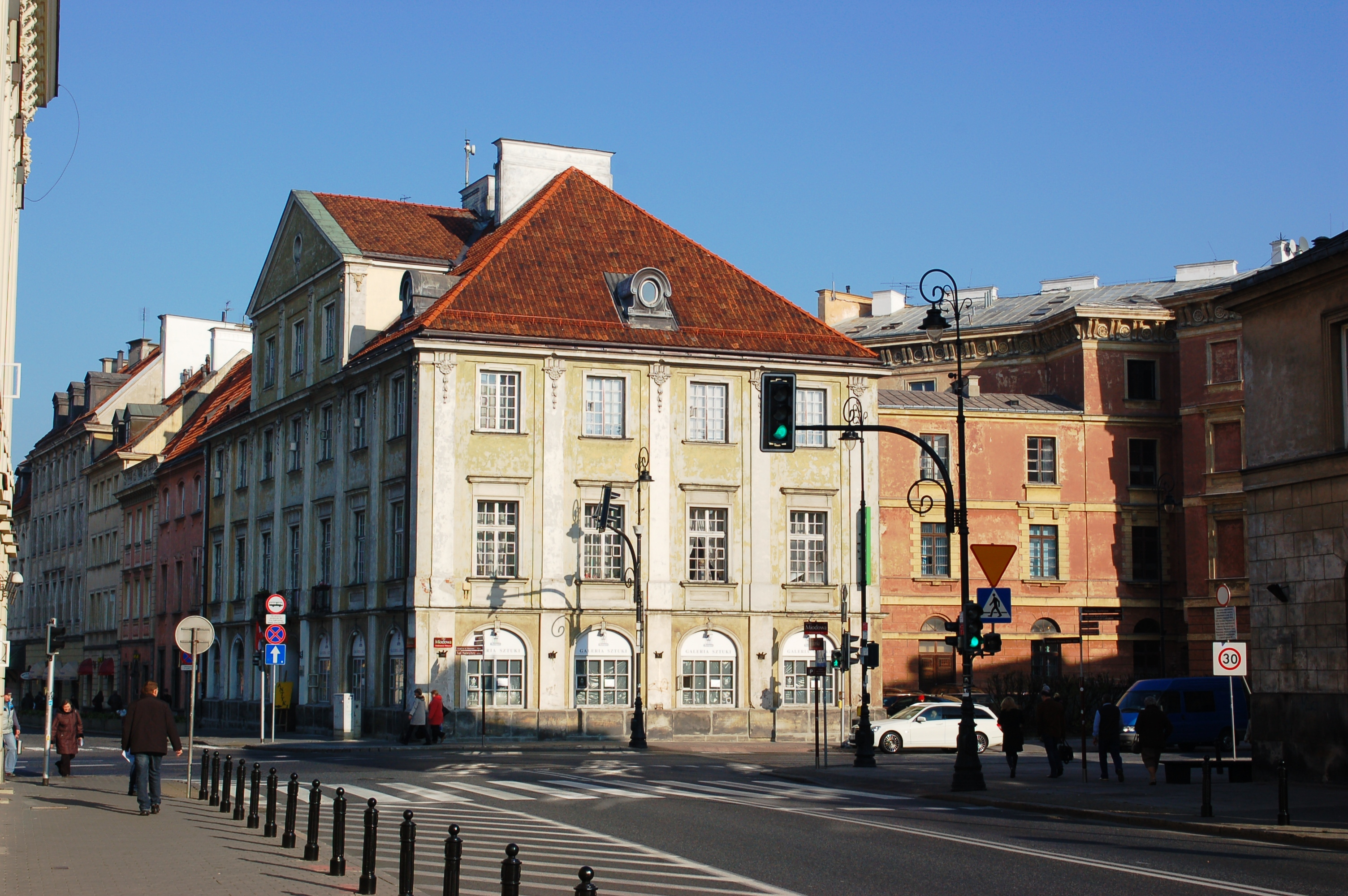
Seitenansicht des Palastes von der Ulica Senatorska aus
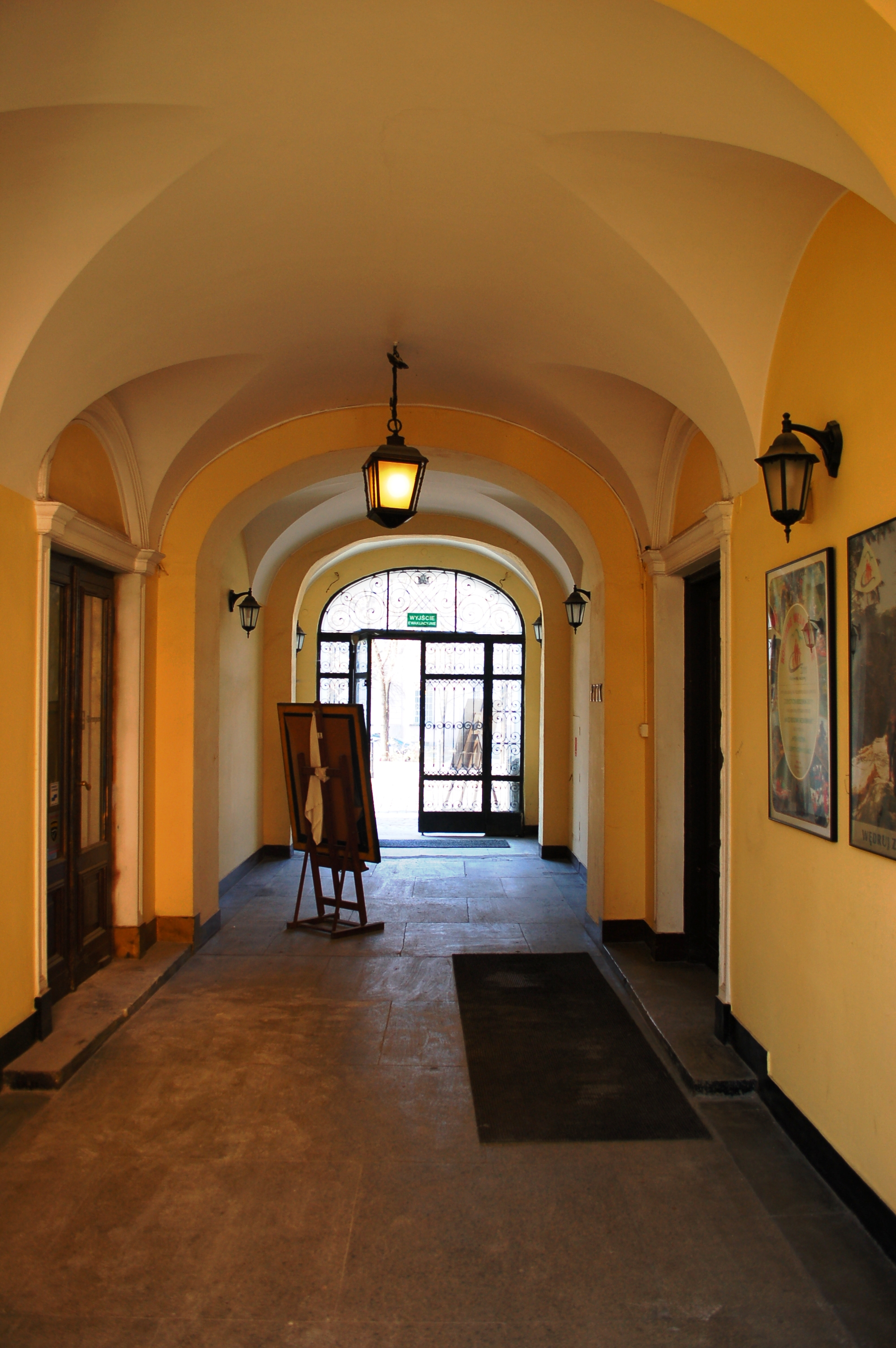
Durchgangsflur des Palastes
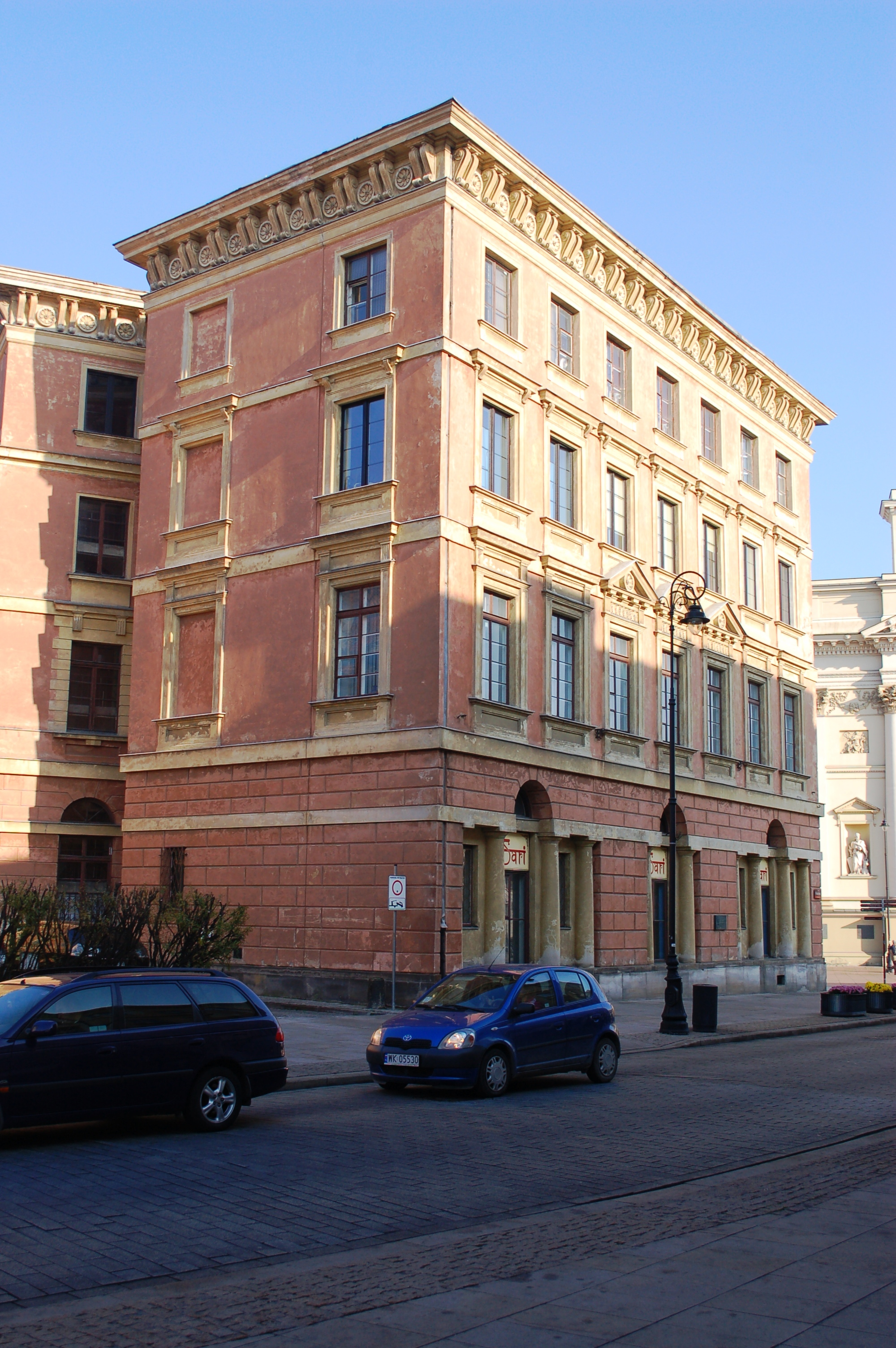
Rückseite des „Roesler & Hurtig“-Geschäfts- und Mietshauses an der Krakowskie Przedmieście
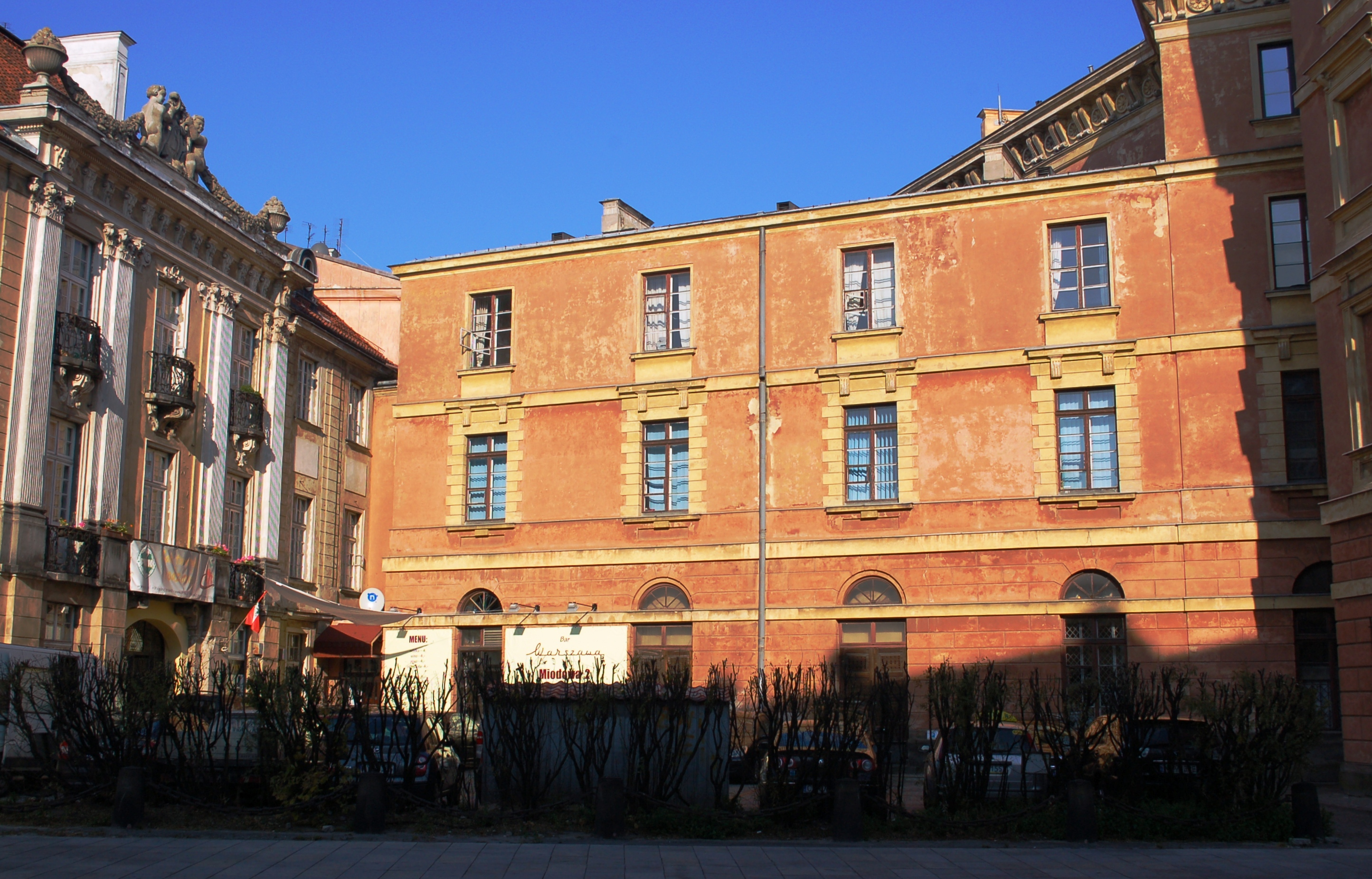
Die eine von ursprünglich zwei Verbindungsbauten zwischen Palast und Mietshaus